# Wrexham AFC
Wrexham AFC (Welsh: Clwb Pêl-droed Cymdeithas Wrecsam) is een Welshe voetbalclub uit Wrexham, uitkomend in de Engelse competitie. De club is opgericht in 1864. Het is daarmee de oudste club in Wales en het op twee na oudste professionele voetbalteam ter wereld. Het stadion van Wrexham heet de Racecourse Ground. Het is het oudste internationale stadion ter wereld waar nog steeds internationale wedstrijden worden gespeeld. Het recordaantal bezoekers werd gevestigd in 1957, toen de club een bekerwedstrijd speelde tegen Manchester United voor 34.445 toeschouwers. Wrexham kent zijn grootste rivaliteit met de Engelse clubs Chester en Shrewsbury Town. De wedstrijden tegen Chester staan bekend als de "Cross-border derby".
Op Wrexham's erelijst van toernooi-trofeeën staan onder meer 23 Welsh Cups, één Football League Trophy in 2005 en één FA Trophy in 2013. Met vijf keer winst zijn ze ook recordwinnaar van de FAW Premier Cup in zijn kortstondig elfjarig bestaan. In 1992 verbaasde Wrexham de voetbalwereld door regerend Engels kampioen Arsenal met 2-1 te verslaan in de derde ronde van het FA Cup-toernooi. Na bekerwinst in de FAW Welsh Cup mocht de Welshe club telkens deelnemen aan het UEFA Beker voor Bekerwinnaars-toernooi. Hun eerste Europese wedstrijd was tegen FC Zürich in Zwitserland in 1972 en hun laatste werd gespeeld in Roemenië tegen Petrolul Ploiești in 1995. Tegen FC Porto behaalden ze in 1984 een memorabele 1-0 overwinning in de Europacup II.
Wrexham speelde na zijn oprichting in 1864 aanvankelijk enkel vriendschappelijke wedstrijden en bekertoernooien. In 1890 sloten ze zich aan bij The Combination-competitie, waarin ze gedurende dertien seizoenen deelnamen en vier kampioenstitels wonnen. Tussentijds speelden ze twee seizoenen in de Welsh Senior League waarin zij telkens de titel veroverden. De club kwam vanaf 1905 uit in de Birmingham & District League. In 1921 waren zij medeoprichter van de Third Division North van de English Football League en maakten zij de overstap naar deze divisie. Zij speelden uiteindelijk 47 jaar in deze divisie.
In 1958 werden de zuidelijke en noordelijke derde divisie door de English Football League hervormd tot een derde en vierde divisie. Wrexham mocht uitkomen in de nieuwe Third Division. Twee jaar later degradeerde de club naar de Fourth Division. De daaropvolgende 38 jaar schipperde Wrexham tussen die twee divisies middels degradatie of promotie, uitgezonderd een verblijf van vier seizoenen in de Second Division na 1978/79.
In 2004 zat Wrexham in zware financiële problemen, wat opnieuw in een degradatie naar de Fourth Division resulteerde in 2005. Het duurde achttien maanden voordat de club van faillissement gered werd. De neergang van de club op het veld zette zich voort, met als dieptepunt de degradatie in 2008 uit de English Football League naar het vijfde niveau. Tot 2023 slaagde Wrexham er niet meer in te promoveren. Vijf play-off campagnes na de reguliere competitie gingen verloren.
In november 2020 kochten de Canadese acteur Ryan Reynolds en de Amerikaanse acteur Rob McElhenney de club via de RR McReynolds Company LLC. In april 2023 werd Wrexham kampioen en promoveerde het na 15 jaar terug naar de vierde klasse, League Two, in de English Football League. Het jaar daarop promoveerde de club naar de Engelse derde klasse, League One.
Op 27 april 2025 won Wrexham met 3 - 0 van Charlton Atlethic. Door het verlies eerder die dag van rechtstreeks concurrent Wycombe verzekerde Wrexham AFC zich van de 2e plek in de eindstand van de League One. Dit resulteerde in een derde opeenvolgende promotie naar een hogere klasse, EFL Championship. Dit is de op één na hoogste voetbalklasse in de Engelse competitie. Het was de eerste keer in de geschiedenis dat een voetbalclub erin slaagt drie opeenvolgende seizoenen rechtstreeks te promoveren binnen de vijf hoogste klasses van het Engelse voetbal.

## Geschiedenis

### 1864-1905
De club werd in oktober 1864 opgericht door leden van de Wrexham Cricket Club die een sportieve activiteit voor de wintermaanden wilden. Dit maakte hen, na Sheffield, Cray, Hallam en Notts County, het op vier na oudste voetbalteam, de op twee na oudste profclub en de oudste club van Wales. Hun eerste wedstrijd was op 22 oktober 1864 tegen de Prince of Wales Fire Brigade op het terrein van de Denbighshire County Cricket Club.
In 1876 organiseerde de pas gevormde Football Association of Wales (FAW) de eerste interland van Wales. Als eersten van vele Wrexham spelers stonden Edwin Cross en Alfred Davies op het speelveld tegen Schotland.
In het eerste decennium van hun bestaan speelde Wrexham voornamelijk vriendschappelijke wedstrijden tegen zowel Welshe als Engelse opponenten. De Welsh Cup maakte het grootste deel van hun competitieve voetbal uit. In het seizoen 1877-1878 had de FAW dat toernooi, in navolging van de Engelse FA Cup, opgestart. De eerste finale werd gespeeld door Wrexham AFC tegen Druids FC in het Acton Park te Wrexham. De thuisploeg won met 1-0 dankzij een doelpunt van James Davies. Vanwege geldgebrek bij de pas opgestarte FAW ontving de club hun trofee pas het jaar daarop. Vijf jaar later in 1883 won Wrexham opnieuw de beker. Datzelfde jaar nam de club voor het eerst deel aan het FA Cup-toernooi, waarin ze in de tweede ronde thuis met 3-4 werden verslagen door Oswestry. Problemen met toeschouwers leidde ertoe dat Wrexham uit de voetbalbond werd gezet, waardoor de club in 1884 hervormd werd tot Wrexham Olympic. In 1888 werd Olympic terug uit de naam geschrapt.
Door een geschil met de eigenaars van de Racecourse Ground, die de huur van het stadion hadden verhoogd naar £ 10 per jaar, speelde Wrexham hun thuiswedstrijden voor twee seizoenen van 1881 tot 1883 op de Rhosddu Recreation Ground. Hierom veranderde de club voor één seizoen van naam in Wrexham Athletic. Daarna keerde Wrexham weer naar de Racecourse Ground, waar de club sindsdien al hun thuiswedstrijden heeft gespeeld.
In 1890 sloot Wrexham zich aan bij een voetbalcompetitie genaamd The Combination. Ze speelden hun eerste wedstrijd tegen Gorton Villa op 6 september 1890. Arthur Lea scoorde het enige doelpunt voor de club in een 5-1 nederlaag. Hij was speler bij Wrexham ondanks hij maar één arm had, net als zijn ploegmaat James Roberts. Wrexham eindigde in zijn eerste seizoen als voorlaatste op de achtste plaats. Na vier jaar besloot de club in het seizoen 1894-1895 om financiële redenen over te stappen naar de Welsh Senior League. Wrexham werd telkens kampioen in de twee jaren dat ze in die competitie speelde. De club verdiende meer bezoekersinkomsten, maar anderzijds waren de reiskosten voor uitwedstrijden te veel gestegen, waardoor ze in 1896 terugkeerden naar The Combination om er tot 1905 in te blijven. Ze speelden viermaal kampioen in die periode.

### 1905-1960
In het seizoen 1905-1906 stapte Wrexham over naar de Birmingham and District League. Hun allereerste wedstrijd was thuis tegen Kidderminster Harriers. De circa tweeduizend aanwezige toeschouwers waren getuige van de 2-1 winst. Ze eindigden als zesde in hun eerste seizoen. Tijdens hun periode in die competitie won Wrexham tussen 1908 en 1921 zes keer de Welsh Cup. In het seizoen 1908-1909 bereikten ze voor de tweede keer de eerste ronde van de FA Cup. De terugwedstrijd werd na verlengingen met 1-2 verloren van Exeter City.
In 1921 werd Wrexham opgenomen in de nieuw gevormde Third Division North van de English Football League. Hun eerste competitiewedstrijd was thuis tegen Hartlepools United voor circa 8.000 toeschouwers. Wrexham speelde in blauwe shirts en werd met 0-2 verslagen, een week later nam Wrexham sportieve wraak door Hartlepools op hun speelveld met 0-1 te verslaan. In dat seizoen behaalde Wrexham vele “primeurs” in de geschiedenis van de club. Ted Regan scoorde de allereerste Football League-hattrick voor de club. Brian Simpson werd de eerste Wrexham speler die van het veld werd gestuurd. Dit gebeurde in de wedstrijd tegen Southport in januari 1922. Charlie Hewitt werd de allereerste manager van Wrexham.
In het seizoen 1926-1927 kwam de club voorbij de eerste ronde van de FA Cup, maar werd vervolgens uitgeschakeld door Rhyl. Het volgende seizoen vocht Wrexham zich een weg naar de vierde ronde voordat ze met 0-1 verloren van Birmingham City.
In het seizoen 1928-1929 hielp een recordaantal van 32 competitiedoelpunten van Albert Mays om op de derde plaats van de divisie te eindigen. Tommy Bamford maakte toen zijn eerste optreden voor de club. Hij zou 201 competitie- en bekerdoelpunten scoren in zijn carrière voor Wrexham. Het daaropvolgende seizoen wonnen ze een competitiewedstrijd van Rochdale met 8-0, wat decennia lang de grootste overwinning van de club bleef. In 1932-1933 beleefde Wrexham sportief zijn beste seizoen ooit in de Third Division North. Ze werden tweede na Hull City en wonnen 18 van hun 21 thuiswedstrijden. In het kortstondige seizoen 1939-1940 verscheen de club voor het eerst in zijn nu bekende rood-witte shirt.
Tijdens de jaren van de Tweede Wereldoorlog, toen lange reizen door het land onmogelijk waren, speelde Wrexham in de Regional League West-competitie tegen lokale teams uit onder meer Merseyside en Manchester in de noordwestelijke regio. Als kazernestad kon Wrexham vele beroemde gastspelers zoals Stanley Matthews en Stan Cullis opstellen. In de zomer van 1949 voetbalde de club voor het eerst in het buitenland. Drie wedstrijden speelden ze tegen het Britse leger in Duitsland.
Wrexham bereikte de vierde ronde van de FA Cup in 1956-1957. Thuis ontvingen ze de wereldvermaarde Busby Babes van Manchester United voor een publiek van 34.445 mensen, wat nog steeds een clubrecord is. De 0-5 nederlaag kon de pret voor het thuispubliek niet bederven. Later dat seizoen wist Wrexham voor het eerst in 26 jaar nog een keer de Welsh Cup te winnen.
In 1958 gingen de Third Division North en Third Division South divisies op in de nieuwbakken Third Division en Fourth Division. In het laatste seizoen van de Third Division North-competitie eindigde Wrexham bovenaan waardoor ze in de nieuwe Third Division mochten starten.

### 1960-1970
In 1960 degradeerde Wrexham voor het eerst in hun geschiedenis naar een lager niveau, de recent opgerichte Fourth Division. Het seizoen daarop promoveerde de club weer naar de Third Division, mede dankzij de nieuw aangestelde speler-manager Ken Barnes. De club boekte hun grootste overwinning ooit door Hartlepool United met 10-1 te verslaan.
Twee jaar na hun promotie degradeerde Wrexham alweer naar de Fourth Division. Daar bereikten ze in 1966 een dieptepunt door op plaats tweeëntwintig te eindigen, de laatste plaats van de reguliere competitie.

### 1970-1982
Vanaf 1960 konden clubs uit Wales zich kwalificeren voor de Europacup II door de Welsh Cup te winnen. Wrexham speelde op 13 september 1972 zijn eerste wedstrijd in Europa tegen het Zwitserse FC Zürich in Zwitserland, waarbij de wedstrijd in 1-1 eindigde. In de terugwedstrijd won Wrexham met 2-1 en ging het door naar de tweede ronde met de Joegoslavische club Hajduk Split als volgende tegenstander. Na de heen- en terugwedstrijd was de totaalscore 3-3 maar ze werden ze uitgeschakeld vanwege de uitdoelpuntregel.
In het seizoen 1972-1973 werd de nieuwe Yale tribune met een maximumcapaciteit van 5.000 toeschouwers voltooid.
In het seizoen 1973-1974 veranderde Wrexham hun logo, geïnspireerd op hun Welshe herkomst, in het huidige Maelor embleem met drie veren op de bovenkant van het logo en twee draken, één aan elke kant. Dat seizoen miste de club net de promotieplaatsen in de competitie door op de vierde plaats te eindigen. Hoogtepunt was het bereiken van de kwartfinales in de FA Cup. Na overwinningen tegen Shrewsbury Town, Rotherham United, Middlesbrough, Crystal Palace en Southampton kwam hun bekertoernooi ten einde met een verlies tegen de Engelse eersteklasser Burnley op Turf Moor in aanwezigheid van 15.000 Wrexham-fans.
In 1975-1976 kregen de spelers van manager John Neal, aangevoerd door Eddie May, het voor elkaar om de voetbalwereld te verbazen door de kwartfinales van de European Cup Winners Cup te bereiken. In de eerste ronde versloeg Wrexham het Zweedse team Djurgårdens IF met 3-2 en in de tweede ronde het Poolse Stal Rzeszow met 3-1. In de kwartfinales kwam Wrexham Belgisch kampioen Anderlecht tegen, waarvan het nipt verloor met 2-1. Anderlecht werd in 1976 de uiteindelijke winnaar van de Europacup II.
In het seizoen 1976-1977 kwam Wrexham tot twee bijzondere prestaties in bekertoernooien tegen twee clubs uit de Engelse First Division. Tottenham Hotspur werd verslagen in de Football League Cup en Sunderland in de FA Cup. Maar eindigde de reguliere competitie dramatisch doordat de club promotie op een haar na misliep. In hun laatste vier wedstrijden hadden ze nog drie punten nodig, maar dat lukte niet na een slechte vormpeil. Arfon Griffiths nam het over als spelersmanager voor het seizoen 1977-1978. Wrexham werd kampioen van de Third Division en bereikte de kwartfinales in zowel de League Cup als de FA Cup. De club was zeker van promotie naar de Second Division nadat ze Rotherham United thuis met 7-1 versloegen in een uitverkocht stadion. Tot op heden zijn de vier jaar in de Second Divison de allerhoogste divisie waarin Wrexham ooit gespeeld heeft. Na het seizoen 1982-1983 degradeerden ze.
In het seizoen 1978-1979 haalde Wrexham de vierde ronde van de FA Cup. In de terugwedstrijd verloren ze nipt met 3-2 van Tottenham Hotspur, nadat de heenwedstrijd op 3-3 eindigde. De Spurs hadden topspelers in hun ploeg zoals Ossie Ardiles, Ricky Villa en Glenn Hoddle. Na het ontslag van Arfon Griffiths uit de functie van manager in 1981, kreeg zijn assistent Mel Sutton de leiding. Het hoogtepunt dat seizoen was de overwinning in de derde ronde van de FA Cup tegen Brian Clough's Nottingham Forest.

### 1982-1992
In de zomer van 1982 werd Bobby Roberts aangesteld als nieuwe manager van de club. Door degradatie had de club ernstige financiële problemen, wat resulteerde in de verkoop van vele ervaren en getalenteerde spelers. Frank Carrdus, Ian Edwards, Mick Vinter en Wayne Cegieski waren tijdens de zomer al vertrokken. Steve Fox, Joey Jones, Dixie McNeil en Billy Ronson volgden al snel. Na hun vertrek maakte de club een vrije val in de stand van de competitie, van de veilige middenmoot tot de uiteindelijke degradatie naar de Fourth Division. De neergang op het veld zette zich voort in het daaropvolgende seizoen. Alleen het doelsaldo verhinderde dat Wrexham degradeerde uit de English Football League.
In het seizoen 1984-1985 nam Wrexham het op tegen FC Porto in het Europacup II-toernooi. Wrexham won de thuiswedstrijd met een 1-0 overwinning, maar in de terugwedstrijd toonde Porto zijn klasse en stond het al na 38 minuten met 3-0 voor. Wrexham maakte verscheidene tegendoelpunten en de wedstrijd eindigde finaal op 4-3. De club ging door dankzij meer uitdoelpunten. De loting in de tweede ronde koppelde Wrexham aan het Italiaanse AS Roma, geleid door Sven-Göran Eriksson. Ze verloren met 3-0 over de twee wedstrijden heen. Daarnaast waren hun prestaties in de Fourth Division nog slechter dan het jaar ervoor. Tegen de tijd dat Bobby Roberts uiteindelijk uit zijn functie werd ontheven, stond Wrexham helemaal onderaan in het klassement. Voormalig Wrexham-speler Dixie McNeil werd tijdelijk aangesteld als manager en wist al snel het team te laten heropleven. Wrexham won zeven van zijn laatste tien wedstrijden en eindigde zo comfortabel op afstand van degradatieplaatsen in de eindstand van het klassement. Dat leverde McNeil die zomer op permanente basis de baan van manager op. In zijn eerste seizoen dat hij de leiding had vanaf de start, eindigde het team na een matig seizoen in de middenmoot van het klassement. McNeil leidde wel het team naar een overwinning in de finale van de Welsh Cup tegen en op Kidderminster Harriers. In 1986 keerde Wrexham terug naar het Europese voetbal met een gelijkspel in de eerste ronde tegen het Maltese Zurrieq FC met daaropvolgend 7-0 winst thuis in de terugmatch. In de tweede ronde werden ze uitgeschakeld door Real Zaragoza op uitdoelpunten.
Na de brand in het Bradford City stadion in mei 1985 werd een nieuwe wetgeving rond veiligheid op de voetbalvelden van kracht. De Mold Road tribune werd gesloten omdat die niet meer aan de vereiste veiligheidsnormen voldeed. Onder leiding van manager Dixie McNeil bereikte Wrexham de play-offs van de Fourth Division in 1989, nadat de club als zevende was geëindigd in de reguliere competitie. Wrexham versloeg Scunthorpe United met 5-1 in de halve finale, maar verloor nipt van Leyton Orient met 2-1 in de finale. Nadat Wrexham het seizoen daarop begon met slechts drie overwinningen uit dertien competitiewedstrijden, nam McNeil ontslag voordat hij zelf werd ontslagen. Hij werd vervangen door Brian Flynn. De club bleef echter in eigen land worstelen, waardoor Flynn genoodzaakt was om drie belangrijke aankopen te doen met Mark Setori, Eddie Youds en Alan Kennedy. Mede dankzij hun eindigde het team op de eenentwintigste plaats, waardoor degradatie nipt werd vermeden.
Aan het begin van het seizoen 1990-1991 werd aangekondigd dat er geen degradatie naar de Conference Premier zou plaatsvinden, aangezien een team de competitie al vrijwillig had verlaten. Wrexham eindigde op de tweeëntwintigste plaats in de Fourth Division. In de tweede ronde van de FA Cup verloor Wrexham met 5-0 van de latere bekerwinnaar Manchester United.
In het seizoen 1991-1992 verkeerde Wrexham in een slechte financiële toestand en bleven de slechte resultaten zich opstapelen op het veld, behalve in de FA Cup. Nadat Telford United en Winsford United werden verslagen, lootten ze met Arsenal de regerende landskampioen van de Engelse Eerste Klasse. Wrexham speelde een van hun meest memorabele avonden door Arsenal na eerst een achterstand alsnog met 2-1 te verslaan, dankzij een vrije trap van Mickey Thomas en een doelpunt van Steve Watkin. Ze verloren in de volgende ronde van West Ham United met 1-0 in de replay, nadat hun eerste wedstrijd op 2-2 was geëindigd.

### 1993-2001
In een poging om het lot van de club te veranderen na enkele grauwe seizoenen, deed Wrexham-manager Brian Flynn in het seizoen 1992-1993 een geslaagde aankoop met Gary Bennett. De spits werd een belangrijke speler in de promotierace. Op 27 april 1993 bereikte het seizoen van Wrexham zijn hoogtepunt. Met nog twee wedstrijden te gaan, was de club zeker van promotie bij winst op Northampton Town. Nadat de wedstrijd eindigde met 0-2 in het voordeel van Wrexham konden de 5.500 meegereisde supporters de promotie vieren.
In het seizoen 1994-1995 deed Wrexham het goed in de FA Cup. Nadat ze Stockport County en Rotherham United hadden verslagen, speelden ze thuis tegen het Premier League-team Ipswich Town. De Welshe club won met 2-1 dankzij doelpunten van Gary Bennett en Kieron Durkan. In de volgende ronde werd Wrexham met 5-2 verslagen door Manchester United op Old Trafford, ondanks dat het eerst de leiding nam.
In het seizoen 1995-1996 kwam Wrexham opnieuw in Europese actie, met het Roemeense team Petrolul Ploiești⁣ als tegenstander. De thuiswedstrijd eindigde in een 0-0 gelijkspel, maar Wrexham verloor met 1-0 in de uitwedstrijd waardoor het uitgeschakeld was.
In het seizoen 1996-1997 speelde Wrexham een geweldig toernooi in de FA Cup door tegenstanders uit de Premier League te verslaan. Na overwinningen in Colwyn Bay en Scunthorpe United, werden ze in de derde ronde geloot om thuis tegen West Ham United te spelen. De heenwedstrijd eindigde in een 1-1 gelijkspel op een besneeuwd veld. De terugwedstrijd in Upton Park eindigde in een verrassende 1-0 overwinning voor Wrexham nadat Kevin Russell in de laatste minuten scoorde. Na ook Peterborough United en Birmingham City te hebben verslagen in de daaropvolgende rondes, verloren ze nipt met 1-0 tegen Chesterfield in de FA Cup kwartfinale.
In juni 1997 was de officiële opening van Colliers Park, het nieuwe oefenterrein van Wrexham net buiten Gresford aan Chester Road. Het werd gebouwd voor £ 750.000 en werd algemeen beschouwd als een van de beste oefenterreinen buiten de topteams. Het werd vaak gehuurd voor trainingskampen door teams die op een hoger niveau speelden.
In het seizoen 1999-2000 versloeg Wrexham met Middlesbrough opnieuw een topteam in de FA Cup. De eindscore van de wedstrijd was 2-1, met doelpunten in de tweede helft van Robin Gibson en Darren Ferguson.
Wrexham won in mei 2001 het FAW Premier Cup-toernooi.

### 2001-2008: Van League One naar de National League

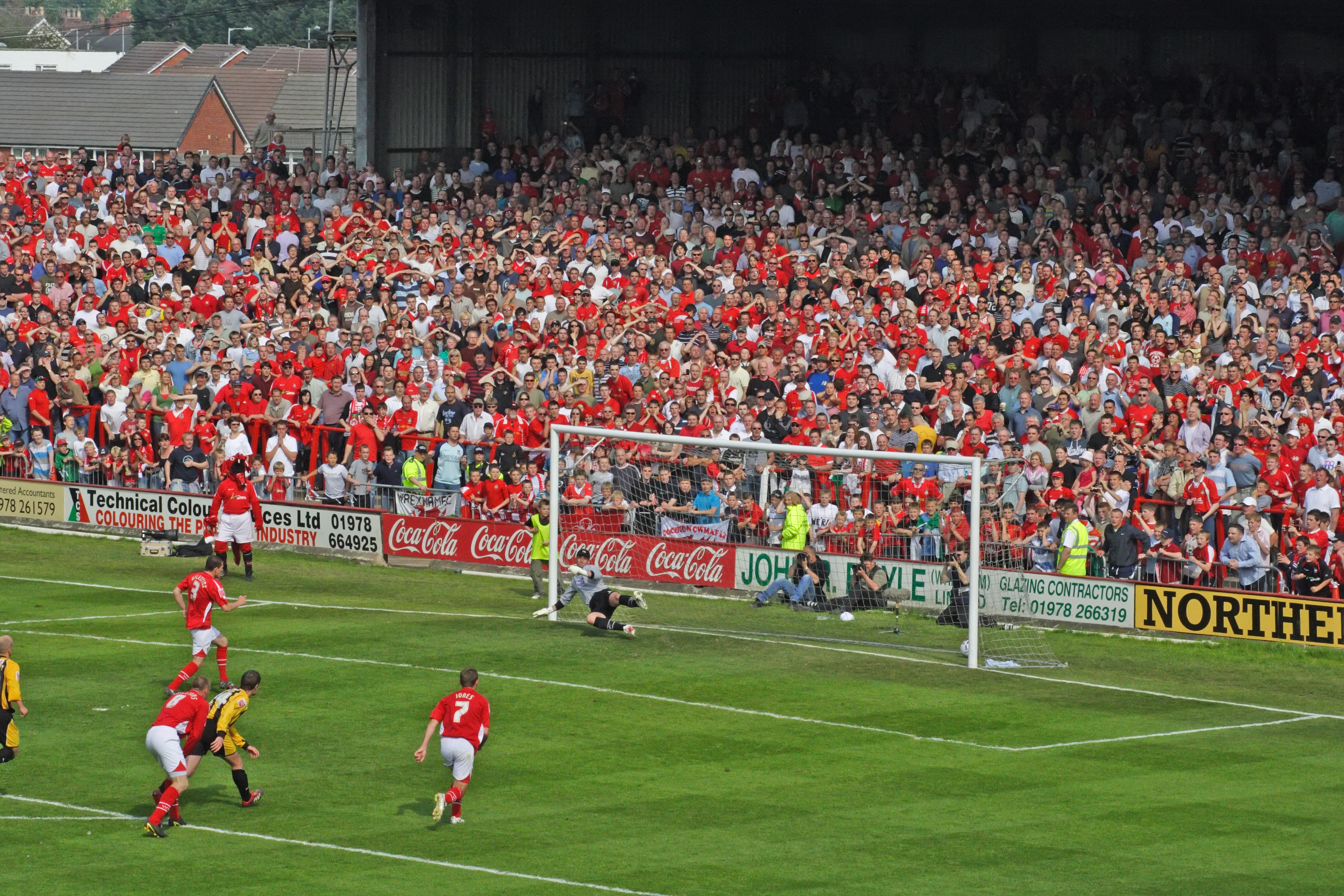
5 mei 2007: Ryan Valentine scoort het doelpunt tegen Boston dat Wrexham in de Football League houdt

Aan het begin van de 21e eeuw kampte de Welshe club met heel wat extrasportieve problemen. Op 3 december 2004 werd Wrexham door het Hooggerechtshof in Manchester onder overheidstoezicht geplaatst omdat de club £ 2.600.000 schulden had, inclusief £ 800.000 aan onbetaalde belastingen. Daarnaast had Alex Hamilton, een lokale projectontwikkelaar, eerder in 2002 het Wrexham-stadion Racecourse Ground gekocht met het plan de club eruit te zetten en de terreinen te verkopen voor ontwikkelingsprojecten.
In het seizoen 2004-2005 kreeg Wrexham de illustere eer de eerste Football League club te zijn, die onder een nieuwe regel een aftrek van tien punten kreeg omdat het onder financieel overheidstoezicht stond. Door deze puntenaftrek zakte Wrexham weg naar de degradatiezone in het klassement van de derde divisie EFL League One. De club leek nog een kans te maken om aan degradatie te ontsnappen na een reeks van overwinningen in de eindfase van de competitie. Helaas werd op 3 mei 2005 hun hoop gefnuikt door 1-2 verlies thuis tegen Brentford. Desondanks won Wrexham wel de Football League Trophy 2004-2005 door Southend United na verlengingen met 2-0 te verslaan. Het was Wrexham's eerste optreden in het nieuwe nationale Millenium Stadion in Cardiff. De winnende goals werden gescoord door Juan Ugarte en Darren Ferguson voor een publiek van bijna 20.000 Wrexham-supporters.
In de zomer van 2004 gaf eigenaar Alex Hamilton de club een opzegtermijn van een jaar om de Racecourse Ground te verlaten. Het bestuur van de club en de supporters stapten naar de rechtbank om het stadion te redden. In oktober 2005 besloot het Hooggerechtshof van Birmingham dat het bedrijf CrucialMove van Hamilton op ongepaste wijze de eigendom van het stadiongrond had verworven. Hamilton ging naar het Hof van Beroep in Londen dat op 14 maart 2006 oordeelde dat het stadion in handen moest blijven van het bestuur. Op 30 april 2006 bereikten de bewindvoerders een akkoord met de plaatselijke autodealer Neville Dickens. Onder voorbehoud van instemming van de aandeelhouders en schuldeisers nam Dickens de controle over van Wrexham en al zijn activa. Als de club op 3 juni nog steeds onder overheidstoezicht was geweest, zou Wrexham automatisch uit de English Football League zijn gezet vanwege financieel wanbeheer.
Het seizoen 2006-2007 begon goed voor Wrexham, want ze bleven acht wedstrijden ongeslagen. Maar daarna geraakte de club in degradatienood na een lange reeks van slechte resultaten waardoor manager Denis Smith in januari 2007 zijn ontslag kreeg en werd vervangen door Brian Carey. Wrexham eindigde als negentiende in het klassement van de vierde divisie EFL League Two met 51 punten. In een indrukwekkende late vorm wonnen ze vier van hun laatste vijf wedstrijden. Pas op de laatste speeldag op 5 mei 2007 wist Wrexham zich te redden van degradatie. De club haalde thuis een cruciale 3-1 overwinning tegen de andere degradatie-kandidaat Boston United, waardoor die naar de Conference Premier (vijfde divisie) zakte en niet Wrexham.
Het seizoen 2007-2008 begon met teleurstellende wedstrijdresultaten waardoor manager Brian Carey werd ontslagen. Op 15 november 2007 werd zijn vervanger Brian Little aangesteld. Na een veelbelovende start onder zijn bewind beleefde Wrexham een serie van zeven opeenvolgende nederlagen in de competitie, wat de club ertoe aanzette om elf nieuwe spelers aan te trekken tijdens de transferperiode van januari. Na de winterstop bleef Wrexham zes wedstrijden ongeslagen waarna hun wedstrijden weer in kwaliteit afnamen en vaak werd verloren. Wrexham degradeerde uiteindelijk naar de 'non-League' Conference Premier na een 2-0 nederlaag uit bij Hereford United. Hiermee kwam er een einde aan het 87-jarige verblijf van Wrexham in de English Football League.

### 2008-2020
Het seizoen 2008-2009 begon goed met een 5-0 thuisoverwinning tegen Stevenage Borough. Er volgde echter een reeks van slechte resultaten waardoor Wrexham onderaan in het klassement van de Conference Premier terechtkwam met slechts vier punten boven de degradatiezone. De ploeg wist slechts twee keer de nul te houden in het hele seizoen. Na een thuisnederlaag van 3-0 tegen Rushden en Diamonds eisten teleurgestelde supporters het ontslag van manager Little. Hij werd vervangen door Dean Saunders. Wrexham's eerste seizoen in de Conference Premier eindigde op een teleurstellende tiende plaats. Het volgende seizoen 2009-2010 was niet beter met een elfde plaats.
In maart 2011 waren er twee gegadigden die de Welshe club wouden kopen: de Wrexham Supporters' Trust (WST) en Stephanie Booth, een lokale zakenvrouw. De supporters hadden gedurende jaren geldinzamelingsacties georganiseerd om hun club uit de nood te helpen. De lokale overheidsinstanties in Wrexham gaven initieel de voorkeur aan het bod van de supporters tot er een derde bod binnenkwam. Nadat de WST en Booth tot een overeenkomst waren gekomen, werd hun gezamenlijk bod alsnog geaccepteerd. Een bevel tot liquidatie van de club in april door de Britse belastingdiensten, omwille van een onbetaalde belastingaanslag van bijna £ 200.000, bemoeilijkte nog de overname, maar uiteindelijk werd de WST in december 2011 de eigenaar van hun geliefde club. Het stadion Racecourse Ground was eerder in augustus verkocht aan de lokale Glyndŵr Universiteit. Wrexham eindigde het seizoen 2010-2011 op de vierde plaats in de reguliere competitie, wat goed was voor kwalificatie van de play-offs om voor promotie te strijden. In de halve finale werd Wrexham met 5-1 verslagen door Luton Town.
Tijdens het seizoen 2011-2012 mocht Wrexham na 16 jaar uitsluiting weer deelnemen aan de Welsh Cup, waarin het de derde ronde haalde. De nieuwe manager Andy Morrell leidde Wrexham naar een recordaantal van 98 punten in de reguliere competitie. Toch was dat niet genoeg voor automatische promotie en moest Wrexham play-offs spelen. Ze verloren daarin opnieuw van Luton Town.
In het seizoen 2012-2013 won Wrexham met strafschoppen de finale van de FA Trophy tegen Grimsby Town. Het was Wrexham's eerste optreden in het Wembley Stadium. De club bereikte alweer de play-offs na de reguliere competitie. Een overwinning van 5-2 op Kidderminster Harriers in de halve finale over twee wedstrijden heen zorgde ervoor dat Wrexham doorging naar de finale tegen Newport County. Het was de eerste finale in de play-offs ooit met twee Welshe ploegen. Newport versloeg Wrexham met 2-0 in het Wembley Stadium.
In februari 2014 nam Morrell ontslag als manager. Billy Barr werd aangesteld als interim-manager en enkele weken later werd hij vervangen door Kevin Wilkin. Wrexham eindigde het seizoen 2013-2014 op de 17e plaats. In 2018-2019 eindigde Wrexham op de vierde plaats, maar verloor de kwartfinale van de play-offs van Eastleigh. In 2019-2020 eindigde de club als negentiende nadat het seizoen voortijdig was beëindigd vanwege de COVID-19-pandemie. Hierdoor was hun puntenscore de laagste in een eindstand ooit in het 150-jarige bestaan van de club.

### 2020-heden: Hollywoodclub
In november 2020 kochten de Amerikaanse acteur Rob McElhenney en de Canadese Hollywood-steracteur Ryan Reynolds de club via de RR McReynolds Company LLC. De aankoop kreeg de steun van 98,6% van de 2.000 leden van de Wrexham Supporters' Trust die mochten stemmen en werd in februari 2021 afgerond.
Wrexham werd een officieel team in het FIFA 22 computerspel als onderdeel van de groep "Rest van de Wereld" en werd het eerste niet-professionele team dat in de FIFA computerspelserie te zien was.
In 2021-2022 eindigde Wrexham als tweede nadat het in de verlengingen van de halve finale van de play-offs met 5-4 verloor van Grimsby Town. Wrexham bereikte ook de FA Trophy-finale van 2022, die ze met 1-0 verloren van Bromley.
Na de overname werd een docuserie genaamd Welcome to Wrexham geproduceerd door RR McReynolds Company LLC voor de Amerikaanse televisiezender FX, in samenwerking met Boardwalk Pictures. De serie debuteerde op 24 augustus 2022 op FX en Hulu in de Verenigde Staten, gevolgd door een release op Disney+ in het Verenigd Koninkrijk en Ierland de daaropvolgende dag.
Tijdens het seizoen 2022-2023 geraakte Wrexham tot in de vierde ronde van de FA Cup, het enige National League team dat hierin slaagde. De Welshe club versloeg Coventry City in de derde ronde en werd vervolgens uitgeschakeld door Sheffield United over twee wedstrijden heen. De eerste wedstrijd was de meest gevolgde voetbalwedstrijd van ESPN op al zijn digitale platforms. Wrexham streed het hele seizoen met Notts County om de eerste plaats in de competitie en beide clubs vestigden nieuwe National League records voor overwinningen, doelpunten en doelsaldo. In april was Wrexham zeker van de kampioenstitel na een 3-1 overwinning op Boreham Wood, waardoor ze automatisch promoveerden naar de vierde klasse, de League Two. Na 15 jaar in de National League, betekende de promotie een terugkeer naar de English Football League, die de tweede tot en met vierde klasse organiseert.
Op 25 juli 2023 won Wrexham een oefenwedstrijd tegen Manchester United. De uitslag was 3-1 voor Wrexham. Sterspeler Paul Mullin liep een klaplong op in de wedstrijd. De klaplong kwam na een botsing met de keeper van de tegenpartij.
Na een 6-0-zege tegen Forest Green Rovers op 13 april 2024 was de club voor het tweede jaar op rij zeker van promotie. Het steeg naar de EFL League One, de op twee na hoogste voetbalklasse in Engeland.
Op 27 april 2025 won Wrexham met 3 - 0 van Charlton Atlethic. Door het verlies eerder die dag van rechtstreeks concurrent Wycombe verzekerde Wrexham AFC zich van de 2e plek in de eindstand van de League One. Dit resulteerde in een derde opeenvolgende promotie naar een hogere klasse, EFL Championship. Dit is de op één na hoogste voetbalklasse in de Engelse competitie. Het was de eerste keer in de geschiedenis dat een voetbalclub erin slaagt drie opeenvolgende seizoenen te rechtstreeks te promoveren binnen de vijf hoogste klasses van het Engelse voetbal.

## Stadion

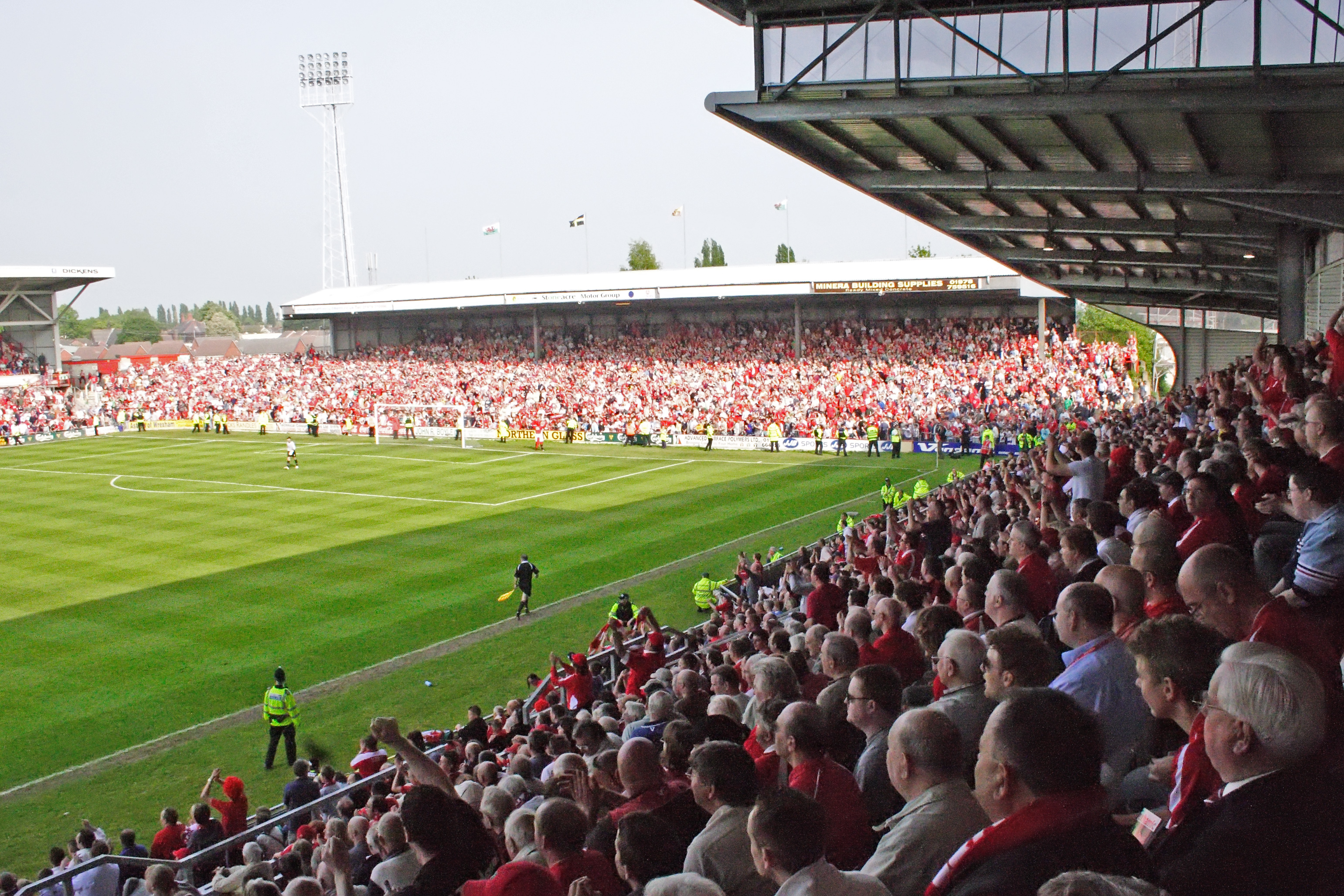
The Kop End en Mold Road Stand (voorgrond)

Uitgezonderd tussen 1881 en 1883 speelt Wrexham sinds 1864 zijn thuiswedstrijden op de Racecourse Ground, gelegen aan de Mold Road, de hoofdweg die naar Wrexham leidt. Het ligt tegenover de woonwijk Maesgwyn, gelegen tussen Glyndŵr Universiteit en Wrexham General station.
In augustus 2011 kocht de Glyndŵr Universiteit het stadion en de trainingsfaciliteiten van de club in Gresford en voegde het zijn naam eraan toe: The Glyndŵr University Racecourse Stadium. In 2016 sloot de Wrexham Supporters' Trust een huurovereenkomst van 99 jaar af met de universiteit en hernoemden het stadion weer in Racecourse Ground. De capaciteit is 10.500 toeschouwers, waarmee het een van de grootste stadions in de National League is.
In juni 2022 kochten de nieuwe Wrexham-eigenaars Ryan Reynolds en Rob McElhenney de Racecourse Ground van de universiteit en begonnen ze met renovaties aan het stadion.

### Trainingscomplex
Colliers Park was het vroegere oefenterrein van Wrexham in het naburige Gresford. De bouwkosten waren £ 750.000 en de officiële opening was in juni 1997. Het wordt in het Britse voetbal algemeen beschouwd als een van de beste trainingsvelden buiten de hoogste klasse. Onder meer de Engelse en Welshe nationale teams, FC Barcelona en Glasgow Rangers hebben het gehuurd voor trainingskampen.
Colliers Park werd eigendom van Glyndwr University als onderdeel van hun aankoop van de activa van de Racecourse Ground in 2011. In samenwerking met de Welshe voetbalbond werd er in een nieuw nationaal trainingscomplex geïnvesteerd dat officieel werd geopend in 2019.
Voor het begin van het seizoen 2016-2017 verhuisde Wrexham naar hun voormalige oefenterrein Stansty Park, wat ook de thuisbasis van de Welshe ploeg Lex Glyndwr is. Wrexham behield wel het gebruik van Colliers Park voor jeugd- en reservewedstrijden. Na een seizoen trainen in Stansty Park verhuisde Wrexham voor de start van het seizoen 2017-2018 naar een nieuw oefenterrein in Nine Acre nabij het stadscentrum. Wrexham traint momenteel af en toe op hun voormalig trainingscomplex.

## Supporters en rivaliteit

### Supporters
In augustus 2011 werd Wrexham geconfronteerd met mogelijke uitsluiting van de National League wegens financieel wanbeleid. Supporters organiseerden een inzamelingsactie en haalden £ 127.000 op in één dag om helpen de borg te betalen, waardoor deelname aan de reguliere competitie voor het komende seizoen veiliggesteld werd. Een maand later nam de Wrexham Supporters' Trust (WST) de dagelijkse leiding van de club over. Het supportersbezit van Wrexham werd bekrachtigd op 12 december 2011. In mei 2015 had de WST 4.129 volwassen leden en mede-eigenaars van de club.
Behalve uit de stad Wrexham komen de supporters ook uit de omliggende steden en dorpen van het district, zoals Gwersyllt en Rhos,  de Flintshire -steden Mold,  Buckley,  Holywell  en Deeside. Voor de finale van de FA Trophy in 2013 kwamen bussen Wrexham-supporters uit veel steden in Noord-Wales, waaronder Bala, Bangor, Caernarfon, Colwyn Bay, Denbigh, Flint, Llandudno, Prestatyn, Rhyl en Ruthin. Bovendien wonen veel Wrexham-supporters in Shropshire. Supportersclubs zijn te vinden in Zuid-Wales,  Manchester en Londen. Ondanks dat Wrexham een club uit de lagere divisies is, weet het geregeld meer dan 11.000 toeschouwers aan te trekken voor grote wedstrijden op de Racecourse Ground.
Beroemde supporters zijn onder meer de Canadese astronaut Chris Hadfield,  voormalig Royal butler Paul Burrell,  acteur en tv-presentator Tim Vincent,  acteur Llŷr Ifans,  acteur en komiek Ted Robbins,  Sweet gitarist Andy Scott,  Lloyd Roberts van rockband Neck Deep,  2012 Olympische gewichtheffer Gareth Evans,  Sky Sports- verslaggever Bryn Law,  Rugby World Cup- scheidsrechter Nigel Owens  en oud-voetballers Neil Roberts,  Robbie Savage  en Mark Hughes.

### Rivaliteit
Wrexham heeft een felle rivaliteit met Chester. De clubs liggen slechts 16 kilometer uit elkaar, maar zijn respectievelijk Welsh en Engels. De twee betwisten de Cross-Border Derby. De eerste wedstrijd werd gehouden in 1888 die Wrexham met 2-3 won op Faulkner Street, de voormalige thuisbasis van Chester. De laatste derby, tot op heden, werd gespeeld op 8 november 2017 in het Swansway Chester Stadium waar Wrexham met 0-1 won. Wrexham leidt de onderlinge rivaliteit met 67 overwinningen tegenover Chester's 50. Wedstrijden tussen de twee worden geclassificeerd als "hoog risico" voor mogelijke problemen. Om dit te voorkomen, wordt de Cross-Border Derby vooral overdag gepland en is er telkens een grote politiemacht aanwezig. Toch vinden er nog vaak arrestaties plaats van fans van beide clubs, die zich misdragen.
Voormalig Chester City-speler Lee Dixon zei over de derby: "Ik zeg je, Chester versus Wrexham was een echte derby! Het is moeilijk vergelijken met andere derby's die je niet zelf hebt gespeeld, maar een derby op eender welke niveau heeft iets speciaals. Ik speelde met Chester tegen Wrexham en dat kon heftig worden, het ging er even stevig aan toe als in de Noord-Londense derby van Arsenal tegen de Spurs".
Wrexham heeft ook een felle rivaliteit met de nabijgelegen Engelse clubs Shrewsbury Town en Tranmere Rovers. Ook deze wedstrijden worden vaak verplaatst naar een vroeger tijdstip om de kans op problemen, wat eerder gebeurde, tot een minimum te beperken. In 2003 werden 32 hooligans aangehouden na een wedstrijd tussen Tranmere en Wrexham in Prenton Park. Er waren opnieuw problemen toen de twee clubs elkaar ontmoetten tijdens een vriendschappelijke wedstrijd in 2013 op de Racecourse Ground. Voormalige rivalen, die tegenwoordig in andere divisies spelen, zijn Crewe Alexandra en Port Vale, evenals andere Welshe clubs Cardiff City, Newport County en Swansea City.

Wrexham heeft een hooligan-supportersvereniging die bekend staat als de 'Front Line' en die sinds het begin van de jaren tachtig betrokken is bij grote schermutselingen in Groot-Brittannië.

## Erelijst
Prijzen gewonnen door Wrexham.
| Competitie          | Aantal | Jaren                              |
| ------------------- | ------ | ---------------------------------- |
| Third Division      | 1x     | 1977/78                            |
| National League     | 1x     | 2022/23                            |
| The Combination     | 4x     | 1900/01, 1901/02, 1902/03, 1904/05 |
| Welsh Senior League | 2x     | 1894/95, 1895/96                   |

| Bekertoernooi               | Aantal | Jaren |
| --------------------------- | ------ | --- |
| FA Trophy                   | 1x     | 2013 |
| Football League Trophy      | 1x     | 2005 |
| Football League Cup (North) | 1x     | 1943/44 |
| Welsh Cup                   | 23x    | 1877/78, 1882/83, 1892/93, 1896/97, 1902/03, 1904/05, 1908/09, 1909/10, 1910/11, 1913/14, 1914/15, 1920/21, 1923/24, 1924/25, 1930/31, 1956/57, 1957/58, 1959/60, 1971/72, 1974/75, 1977/78, 1985/86, 1994/95 (record) |
| FAW Premier Cup             | 5x     | 1997/98, 1999/2000, 2000/01, 2002/03, 2003/04 (record) |
| Supporters Direct Cup       | 1x     | 2015/16 |

## Eindstanden
De eindklasseringen van Wrexham AFC vanaf het seizoen 1921/22.
- 2025 2e
League One
- 2024 2e
League Two
- 2023 1e
National League
- 2022 2e
National League
- 2021 8e
National League
- 2020 19e
National League
- 2019 4e
National League
- 2018 10e
National League
- 2017 13e
National League
- 2016 8e
National League
- 2015 11e
Conference Premier
- 2014 17e
Conference Premier
- 2013 5e
Conference Premier
- 2012 2e
Conference Premier
- 2011 4e
Conference Premier
- 2010 11e
Conference Premier
- 2009 10e
Conference Premier
- 2008 24e
League Two
- 2007 19e
League Two
- 2006 13e
League Two
- 2005 22e
League One
- 2004 13e
Second Division
- 2003 3e
Third Division
- 2002 23e
Second Division
- 2001 10e
Second Division
- 2000 11e
Second Division
- 1999 17e
Second Division
- 1998 7e
Second Division
- 1997 8e
Second Division
- 1996 8e
Second Division
- 1995 13e
Second Division
- 1994 12e
Second Division
- 1993 2e
Third Division
- 1992 14e
Fourth Division
- 1991 24e
Fourth Division
- 1990 21e
Fourth Division
- 1989 7e
Fourth Division
- 1988 11e
Fourth Division
- 1987 9e
Fourth Division
- 1986 13e
Fourth Division
- 1985 15e
Fourth Division
- 1984 20e
Fourth Division
- 1983 22e
Third Division
- 1982 21e
Second Division
- 1981 16e
Second Division
- 1980 16e
Second Division
- 1979 15e
Second Division
- 1978 1e
Third Division
- 1977 5e
Third Division
- 1976 6e
Third Division
- 1975 13e
Third Division
- 1974 4e
Third Division
- 1973 12e
Third Division
- 1972 16e
Third Division
- 1971 9e
Third Division
- 1970 2e
Fourth Division
- 1969 9e
Fourth Division
- 1968 8e
Fourth Division
- 1967 7e
Fourth Division
- 1966 24e
Fourth Division
- 1965 14e
Fourth Division
- 1964 23e
Third Division
- 1963 9e
Third Division
- 1962 3e
Fourth Division
- 1961 16e
Fourth Division
- 1960 23e
Third Division
- 1959 18e
Third Division
- 1958 12e
Third Division North / South
- 1957 12e
Third Division North / South
- 1956 14e
Third Division North / South
- 1955 18e
Third Division North / South
- 1954 8e
Third Division North / South
- 1953 3e
Third Division North / South
- 1952 18e
Third Division North / South
- 1951 14e
Third Division North / South
- 1950 20e
Third Division North / South
- 1949 9e
Third Division North / South
- 1948 3e
Third Division North / South
- 1947 7e
Third Division North / South
- 1946
- 1945
- 1944
- 1943
- 1942
- 1941
- 1940
Third Division North / South
- 1939 14e
Third Division North / South
- 1938 10e
Third Division North / South
- 1937 8e
Third Division North / South
- 1936 18e
Third Division North / South
- 1935 11e
Third Division North / South
- 1934 6e
Third Division North / South
- 1933 2e
Third Division North / South
- 1932 10e
Third Division North / South
- 1931 3e
Third Division North / South
- 1930 17e
Third Division North / South
- 1929 3e
Third Division North / South
- 1928 11e
Third Division North / South
- 1927 13e
Third Division North / South
- 1926 19e
Third Division North / South
- 1925 16e
Third Division North / South
- 1924 16e
Third Division North / South
- 1923 10e
Third Division North / South
- 1922 12e
Third Division North / South

- Second Division
- Third Division
- Fourth Division
- League One
- League Two
- National League

ⓘ In 1992 invoering van de Premier League en opheffing van de Fourth Division; in 2004 opheffing van de First, Second en Third Division.

## Wrexham in Europa
#Q = #kwalificatieronde, #R = #ronde, 1/8 = achtste finale, 1/4 = kwartfinale, T/U = Thuis/Uit, W = Wedstrijd, PUC = punten UEFA-coëfficiënten.
Uitslagen vanuit gezichtspunt Wrexham AFC
| Seizoen | Competitie   | Ronde | Land                                    | Club                 | Totaalscore | 1e W    | 2e W       | PUC |
| ------- | ------------ | ----- | --------------------------------------- | -------------------- | ----------- | ------- | ---------- | --- |
| 1972/73 | Europacup II | 1R    | Vlag van Zwitserland                    | FC Zürich            | 3-2         | 1-1 (U) | 2-1 (T)    | 5.0 |
| 1972/73 | Europacup II | 1/8   | Vlag van Joegoslavië                    | Hajduk Split         | 3-3 u       | 3-1 (T) | 0-2 (U)    | 5.0 |
| 1975/76 | Europacup II | 1R    | Vlag van Zweden                         | Djurgårdens IF       | 3-2         | 2-1 (T) | 1-1 (U)    | 8.0 |
| 1975/76 | Europacup II | 1/8   | Vlag van Polen                          | Stal Rzeszów         | 3-1         | 2-0 (T) | 1-1 (U)    | 8.0 |
| 1975/76 | Europacup II | 1/4   | Vlag van België                         | RSC Anderlecht       | 1-2         | 0-1 (U) | 1-1 (T)    | 8.0 |
| 1978/79 | Europacup II | 1R    | Vlag van Joegoslavië                    | NK Rijeka            | 2-3         | 0-3 (U) | 2-0 (T)    | 2.0 |
| 1979/80 | Europacup II | 1R    | Vlag van Duitse Democratische Republiek | 1. FC Magdeburg      | 5-7         | 3-2 (T) | 2-5 nv (U) | 2.0 |
| 1984/85 | Europacup II | 1R    | Vlag van Portugal                       | FC Porto             | 4-4 u       | 1-0 (T) | 3-4 (U)    | 2.0 |
| 1984/85 | Europacup II | 1/8   | Vlag van Italië                         | AS Roma              | 0-3         | 0-2 (U) | 0-1 (T)    | 2.0 |
| 1986/87 | Europacup II | 1R    | Vlag van Malta                          | Zurrieq FC           | 7-0         | 3-0 (U) | 4-0 (T)    | 6.0 |
| 1986/87 | Europacup II | 1/8   | Vlag van Spanje                         | Real Zaragoza        | 2-2 u       | 0-0 (U) | 2-2 nv (T) | 6.0 |
| 1990/91 | Europacup II | 1R    | Vlag van Denemarken                     | Lyngby BK            | 1-0         | 0-0 (T) | 1-0 (U)    | 3.0 |
| 1990/91 | Europacup II | 1/8   | Vlag van Engeland                       | Manchester United FC | 0-5         | 0-3 (U) | 0-2 (T)    | 3.0 |
| 1995/96 | Europacup II | Q     | Vlag van Roemenië                       | Petrolul Ploiești    | 0-1         | 0-0 (T) | 0-1 (U)    | 1.0 |

Totaal aantal punten voor UEFA-coëfficiënten: 29.0
Zie ook
- Deelnemers UEFA-toernooien Wales
- Eeuwige ranglijst van deelnemers UEFA-clubcompetities

## Bekende (oud-)spelers
- Ritchie De Laet
- Kemy Agustien
- Christian Gyan
- Patrick Suffo
- Gareth Taylor
- Ben Foster
- Steven Fletcher
- Ian Rush